# Полом (Фалёнский район)
Полом — село в Фалёнском районе Кировской области. 

## География
Находится на расстоянии примерно 52 километра по прямой на юг-юго-запад от районного центра поселка Фалёнки.

## История
В 1908 году рядом с деревней Полом Елганской волости Глазовского уезда построена деревянная Знаменско-Богородицкая однопрестольная церковь (В честь иконы Знамения Божьей Матери). Престол был освящен 8 марта 1908 года. Эту дату в селе отмечают как дату рождения села. Церковь закрыта в 1938 году. Прежнее название: Верхокосинское. Нынешний Полом объединяет село Полом и деревню Полом. Село расположено на правом берегу реки Лемнег, а деревня на левом берегу (первые дома там появились в 1901 году), ныне между ними находится пруд. В деревне (ныне улица Заречная) жило всего несколько семей, посредине ключ, дома построены с двух сторон от ключа, в ряд, впоследствии стали строить дома через дорогу. Согласно легенде первыми поселенцами были ссыльные, занимались сельским хозяйством, позднее торговлей.   В 1957 году в переделанном здании церкви разместили 8-летнюю школу, а в 1984 году на месте церкви построили новое каменное типовое здание школы. На 2000 год имелись средняя школа, дом культуры (1973 год постройки), первый клуб был построен на средства жителей, библиотека, детский сад, медпункт, быткомбинат. В 1926 году учтено дворов 8 и 12 жителей, в 1950 9 и 30. В 1989 году было 358 жителей. До 2020 года входило в Поломское сельское поселение Фалёнского района, являвшись его административным центром, ныне непосредственно в составе Фалёнского района.

## Население
| 1926 | 1950 | 1989 | 2002 | 2010 |
| ---- | ---- | ---- | ---- | ---- |
| 12   | ↗30  | ↗358 | ↘310 | ↘220 |